# 比較法学会
比較法学会（ひかくほうがっかい、英語: Japan Society Of Comparative Law）は、日本の学術研究団体の一つ。

## 概要
1950年5月19日設立。学術研究団体としての種別は単独学会。
法学を学術研究領域とし、内外諸法制の比較研究及びその研究者相互の協力を促進し、外国の学会との連絡及び協力を図ることを目的としている。

## 沿革
- 1950年 - 比較法学会設立。

## 刊行物

### 比較法研究
- 誌名（和文）：比較法研究
- 誌名（欧文）：Comparative Law Journal
- 創刊年：1950
- 資料種別：ジャーナル（査読付き論文を含む）
- 使用言語：日本語（英文抄録あり）
- 発行形態：印刷体
- 著作権帰属先：学会
- クリエイティブコモンズ：定めていない
- 購読：有料